# Maria Andrade
Maria Andrade (nascida em 19 de Março de 1993) é uma atleta cabo-verdiana de  taekwondo.
Ela disputou as Olimpíadas de 2016 no Rio de Janeiro, em na categoria para mulheres de até 49 kg, onde perdeu para Panipak Wongpattanakit nas preliminares.
Maria foi a porta-bandeira para Cabo Verde, durante o Desfile de Nações, na cerimónia de abertura das Olimpíadas de 2016 e também na Cerimônia de encerramento.